# Chiebdib
Chiebdib (ros. Хебдиб) – wieś w Rosji, w Dagestanie, w rejonie gunibskim. W 2010 liczyła 33 mieszkańców, głównie Awarów.